# Nechako Reservoir
Das Nechako Reservoir (englisch für „Nechako-Stausee“), gelegentlich auch Ootsa Lake Reservoir genannt, ist ein Stausee in der kanadischen Provinz British Columbia.

## Lage
Er entstand 1952 nach der Fertigstellung des Kenney Dam und dem Aufstau des Nechako River. Dabei wurden mehrere natürliche Seen überflutet. Der Staudamm liegt am östlichen Seenende. Nach Westen hin spaltet sich der Stausee in zwei Hauptarme auf. Der nördliche Arm des Stausees umfasst die ehemaligen Seen Ootsa Lake, Whitesail Lake, Whitesail Reach, während der südliche Arm die folgenden Seen umfasst: Eutsuk Lake, Natalkuz Lake, Chedakuz Arm, Knewstubb Lake, Tetachuck Lake. Zwischen diesen beiden Armen erstreckt sich von Westen nach Osten die Bergkette der Quanchus Range.
Es werden etwa 3/4 der Wassermenge über einen 16 km langen Stollen unter dem Gebirgszug der Kitimat Ranges, einem Teil der Coast Mountains, hindurch nach Kitimat direkt zum Pazifischen Ozean umgeleitet. Das Gefälle von etwa 850 m wird von einem Wasserkraftwerk genutzt, welches eine Leistung von 790 MW aufweist. Diese Energie wird von dem dort von Alcan betriebenen Aluminium-Werk genutzt. Die restliche Wassermenge fließt über den Cheslatta River nach Osten ab und erreicht den Nechako River 9 km unterhalb des Kenney-Staudamms.
Tweedsmuir North Provincial Park and Protected Area und Entiako Provincial Park sind zwei Schutzgebiete, die an den Stausee grenzen.